# Le Brusquet
Le Brusquet ist eine  südfranzösische Gemeinde mit 967 Einwohnern (Stand 1. Januar 2022) im Département  Alpes-de-Haute-Provence in der Region Provence-Alpes-Côte d’Azur. Sie gehört zum Arrondissement Digne-les-Bains und zum Kanton Seyne. Die Bewohner nennen sich die Brusquetais.

## Geographie
1138 Hektar der Gemeindegemarkung sind bewaldet. Zu dieser gehören neben der Hauptsiedlung auch die Weiler Le Plan, Le Mousteiret, Le Pré Clot und La Chenaie.
Die Gemeinde grenzt im Norden und Osten an La Javie, im Südosten an Draix, im Süden an Marcoux, im Südwesten an Digne-les-Bains und im Westen an La Robine-sur-Galabre.

## Bevölkerungsentwicklung
| Jahr      | 1962 | 1968 | 1975 | 1982 | 1990 | 1999 | 2008 | 2012 |
| --------- | ---- | ---- | ---- | ---- | ---- | ---- | ---- | ---- |
| Einwohner | 235  | 264  | 330  | 585  | 787  | 966  | 976  | 964  |